# 青山幸礼
青山 幸礼（あおやま ゆきのり）は、江戸時代後期の大名。美濃国郡上藩5代藩主。官位は従五位下・播磨守。幸成系青山家9代。

## 生涯
文化5年（1808年）、3代藩主・青山幸孝の次男として誕生した。兄で4代藩主の幸寛に嗣子が無かったため養子となった。
天保3年（1832年）、幸寛の死去により家督を継いだ。同年12月には江戸城西の丸大手御門番に任じられた。しかし天保の大飢饉で大被害を受けるなど、藩政に苦慮する中で、天保9年（1838年）8月25日に死去した。享年31。
嗣子がなかったため、養子の幸哉が跡を継いだ。

## 系譜
父母
- 青山幸孝（実父）
- 青山幸寛（養父）

正室、継室
- 松平宗発の娘（正室）
- 相馬益胤の娘（継室）

養子
- 青山幸哉 - 青山忠裕の七男